# Rubina Ali
Rubina Ali, née le 21 janvier 1999, est une actrice indienne.

## Biographie

### Enfance et formation
Elle est issue des bidonvilles de Bombay.
Elle joue le rôle de Latika enfant dans le film oscarisé Slumdog Millionaire, rôle pour lequel elle a obtenu un Screen Actors Guild Award. À la suite de son succès, elle tourne dans le film Kal Kissne Dekha produit à Bollywood en 2009.
Dans la nuit du 4 au 5 mars 2011, un incendie ravage 500 habitations de fortune dans le bidonville de Garib Nagar à Bombay où elle vit. Rubina Ali y perd son logement (aucune victime n'est à déplorer).

## Polémique
En avril 2009, une rumeur affirme que Rubina Ali a failli être vendue par son père. Cette rumeur est démentie par Rubina elle-même. Il s'est avéré par la suite que cette information avait été inventé par des journalistes de News of the world.

## Filmographie
| Années | Film                | Role          | Langue          | Récompense                                                |
| ------ | ------------------- | ------------- | --------------- | --------------------------------------------------------- |
| 2008   | Slumdog Millionaire | Latika enfant | Anglais & Hindi | Slumdog Crorepati in Hindi and Naanum Kodeswaran in Tamil |
| 2009   | Kal Kisne Dekha     |               | Hindi           |                                                           |

## Récompenses
- 2009 : Screen Actors Guild Award : prix collectif de la meilleure interprétation pour Slumdog Millionaire[2]